# Diocesi di Uchi Maggiore
La diocesi di Uchi Maggiore (in latino Dioecesis Uchitana) è una sede soppressa e sede titolare della Chiesa cattolica.

## Storia
Uchi Maggiore (Uchi Maius), identificabile con Henchir- Ed-Douamès nell'odierna Tunisia, è un'antica sede episcopale della provincia romana dell'Africa Proconsolare, suffraganea dell'arcidiocesi di Cartagine.
Tre sono i vescovi documentati di Uchi Maggiore. Il cattolico Octavianus, episcopus plebis Uci maius, intervenne alla conferenza di Cartagine del 411, che vide riuniti assieme i vescovi cattolici e donatisti dell'Africa romana; in quell'occasione la sede non aveva vescovi donatisti. Gaio, episcopus Uzitensis, partecipò al sinodo riunito a Cartagine dal re vandalo Unerico nel 484. Infine Tripolio, episcopus ecclesiae Ucitanae, intervenne al concilio cartaginese del 646.
Dei vescovi uchitani menzionati dalle fonti, solo Ottaviano appartiene alla diocesi di Uchi maius. Per gli altri due vescovi, la denominazione riportata dalle fonti è solo Uchi, senza l'aggiunta dell'aggettivo maggiore. Ciò ipotizza l'esistenza di una Uchi minus, peraltro ricordata da Plinio. Tuttavia, aggiunge Mesnage, non sempre i vescovi, quando firmavano i documenti sinodali, scrivevano per intero il nome della loro sede.
Dal 1933 Uchi Maggiore è annoverata tra le sedi vescovili titolari della Chiesa cattolica; la sede è vacante dal 10 giugno 2022.

## Cronotassi

### Vescovi
- Ottaviano † (menzionato nel 411)
- Gaio † (menzionato nel 484)
- Tripolio † (menzionato nel 646)

### Vescovi titolari
- Vekoslav Grmič † (27 febbraio 1968 - 21 marzo 2005 deceduto)
- Remídio José Bohn † (18 gennaio 2006 - 28 dicembre 2011 nominato vescovo di Cachoeira do Sul)
- John Patrick Dolan (19 aprile 2017 - 10 giugno 2022 nominato vescovo di Phoenix)